# Pontecorvo
Pontecorvo er en kommune i provinsen Frosinone i regionen Lazio i det centrale Italien. Indbyggertallet var 2004 godt 13.000 og arealet er 88 km².

## Historie
Fra 1463 til 1860 var Pontecorvo Kirkestatens eksklave i Kongeriget Neapel.
I 1806 erobrede Napoleon Pontecorvo og forlenede den som et fyrstendømme, Fyrstendømmet Pontecorvo til sin marskal Jean Baptiste Bernadotte. Da Bernadotte i 1810 blev svensk tronfølger, afgav han fyrstendømmet mod en erstatning, som imidlertid blev indefrosset, da Sverige ikke tilsluttede sig kontinentalblokaden, Napoleons handelsblokade mod Storbritannien. Siden 1818, hvor Bernadotte blev konge af Sverige under navnet Karl XIV Johan, har en variant af Pontecorvos byvåben indgået i Sveriges store rigsvåben.
Mellem 1812 og 1815 var Lucien Murat (1803-1878) fyrste af Pontecorvo. Efter Wienerkongressen gik byen tilbage til Kirkestaten.